# Henri Cornet
Pour les articles homonymes, voir Henri David, David et Cornet.
Henri Auguste François David dit Henri Jardry, puis Henri Cornet, né le 4 août 1884 à Desvres et mort le 18 mars 1941 à Prunay-le-Gillon, est un cycliste français.
Il est le plus jeune vainqueur du Tour de France, qu'il remporte à 19 ans en 1904.

## Biographie

### Jeunes années
Il naît le 4 août 1884 à Desvres, dans le quartier Caraquet, sous le nom de sa mère, David. Sa mère Augustine Marie était « assistée » et alors âgée de 15 ans, tandis que son père ouvrier François Pruvost en avait 49. Peu après, sa mère rejoint la sienne pour Choisy-le-Roi où cette dernière, grand-mère maternelle d'Henri David, s'est remariée avec Jean-Baptiste Joseph Cornet. Il grandit à Choisy-le-Roi. Augustine Marie David se remarie à son tour avec Eugène Adolphe Jardry, qui le reconnaîtra ; à 9 ans, Henri David s'appelle désormais Henri Jardry. Au début de ses activités de cyclisme, sport qu'il découvre au vélodrome de Choisy-le-Roi, il prend le nom de famille du mari de sa grand-mère : Cornet. Il était surnommé Le rigolo, le Dépanneur, le Titi parisien et Le mécanicien.

### Carrière cycliste

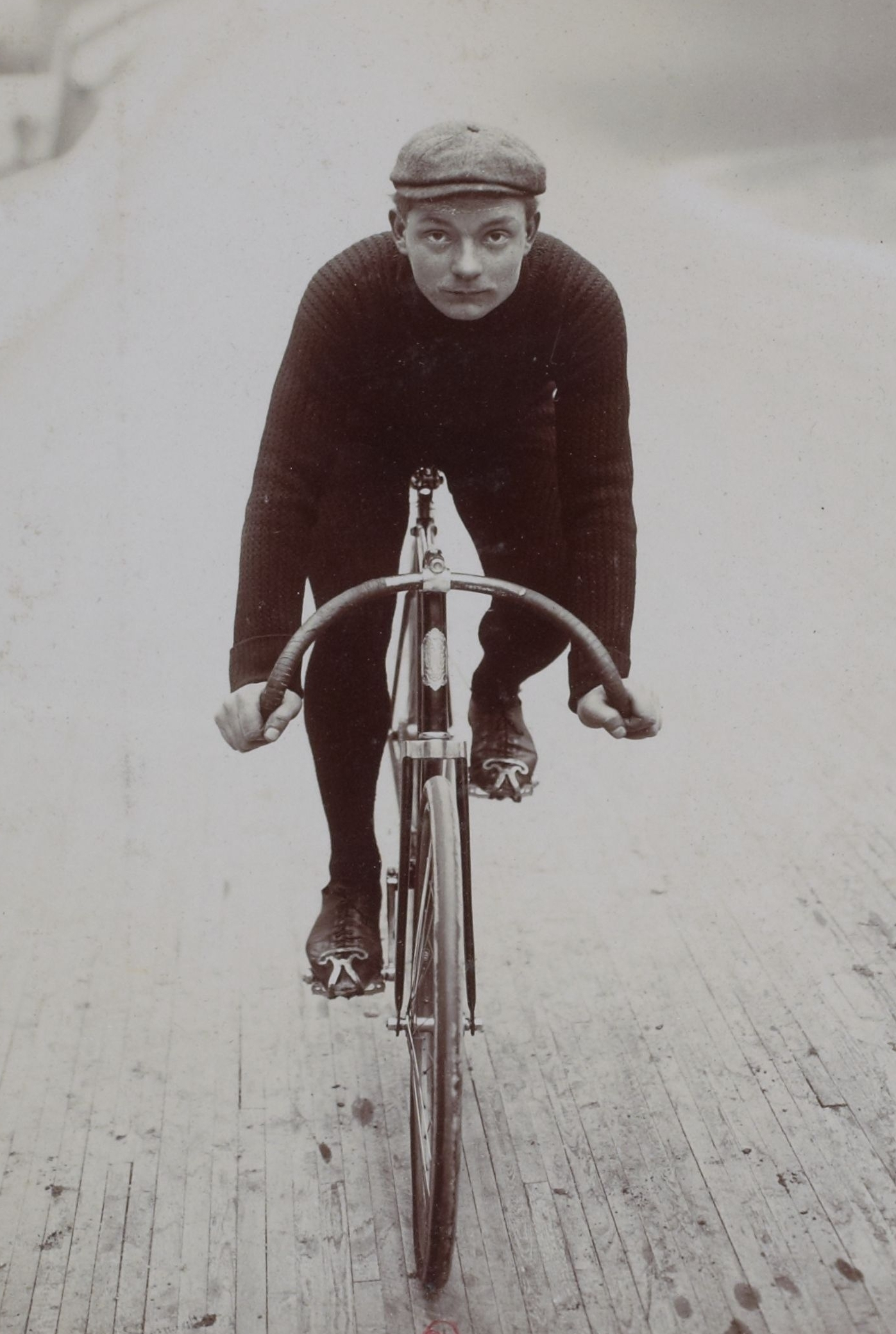
Henri Cornet en 1905 ou 1906.

#### Début de carrière
Il commence sa carrière cycliste, non professionnelle, à 14 ou 16 ans selon les sources,. Il commence à compléter son palmarès en remportant la Course des Tout-Petits en 1900, puis la 3e place du championnat de France de demi-fond en cyclisme sur piste en 1902. L'année suivante, il remporte sa première classique, le Paris-Montargis organisée par l'union cycliste de Longjumeau, ainsi que Paris-Honfleur et commence ainsi sa carrière sur route.

#### Tour de France

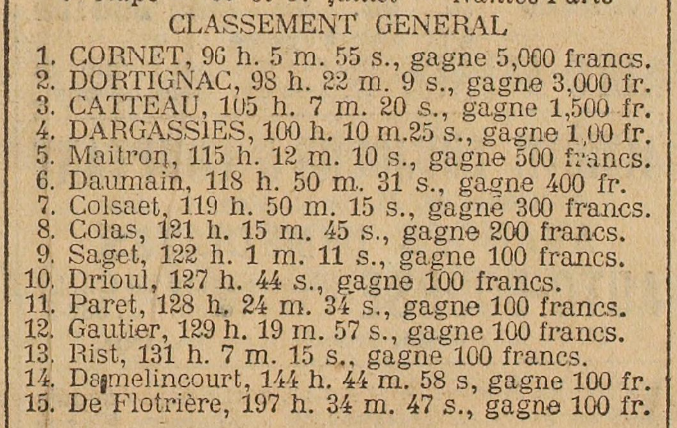
Classement général du Tour de France 1904 publié dans L'Auto du 2 décembre 1904.

Henri Cornet reste dans l'histoire comme le plus jeune vainqueur du Tour de France devant Tadej Pogačar. Il est en effet âgé de 19 ans, 11 mois et 20 jours quand il s'impose dans le Tour de France 1904, dans des circonstances particulières. En effet, il finit 5e de la deuxième édition de l'épreuve sur la route pour sa première participation, mais en est déclaré vainqueur par le jury le 2 décembre 1904, à la suite d'une enquête de la commission technique de l'Union vélocipédique de France (close quant à elle le 30 novembre), qui disqualifie les quatre premiers (Maurice Garin (vainqueur du premier Tour en 1903), Lucien Pothier, César Garin et Hippolyte Aucouturier) à la suite d'une série d'incidents qui faillirent faire disparaître la compétition,. La répercussion fut telle qu'Henri Desgrange, directeur de L'Auto-Vélo et du Tour de France écrivit dans son journal : « Le « Tour de France » est terminé, et sa seconde édition aura, je le crains bien, été aussi la dernière. » avec le titre « FIN » ,. Par la même occasion, il est déclaré vainqueur de la troisième étape : Marseille-Toulouse. Lors de l'ultime remontée vers Paris, il roule même 35 kilomètres sur la jante avec un pneu crevé,. Ainsi, Jean-Baptiste Dortignacq arrive 2e et Aloïs Catteau prend la 3e place.

#### Classiques et fin de carrière

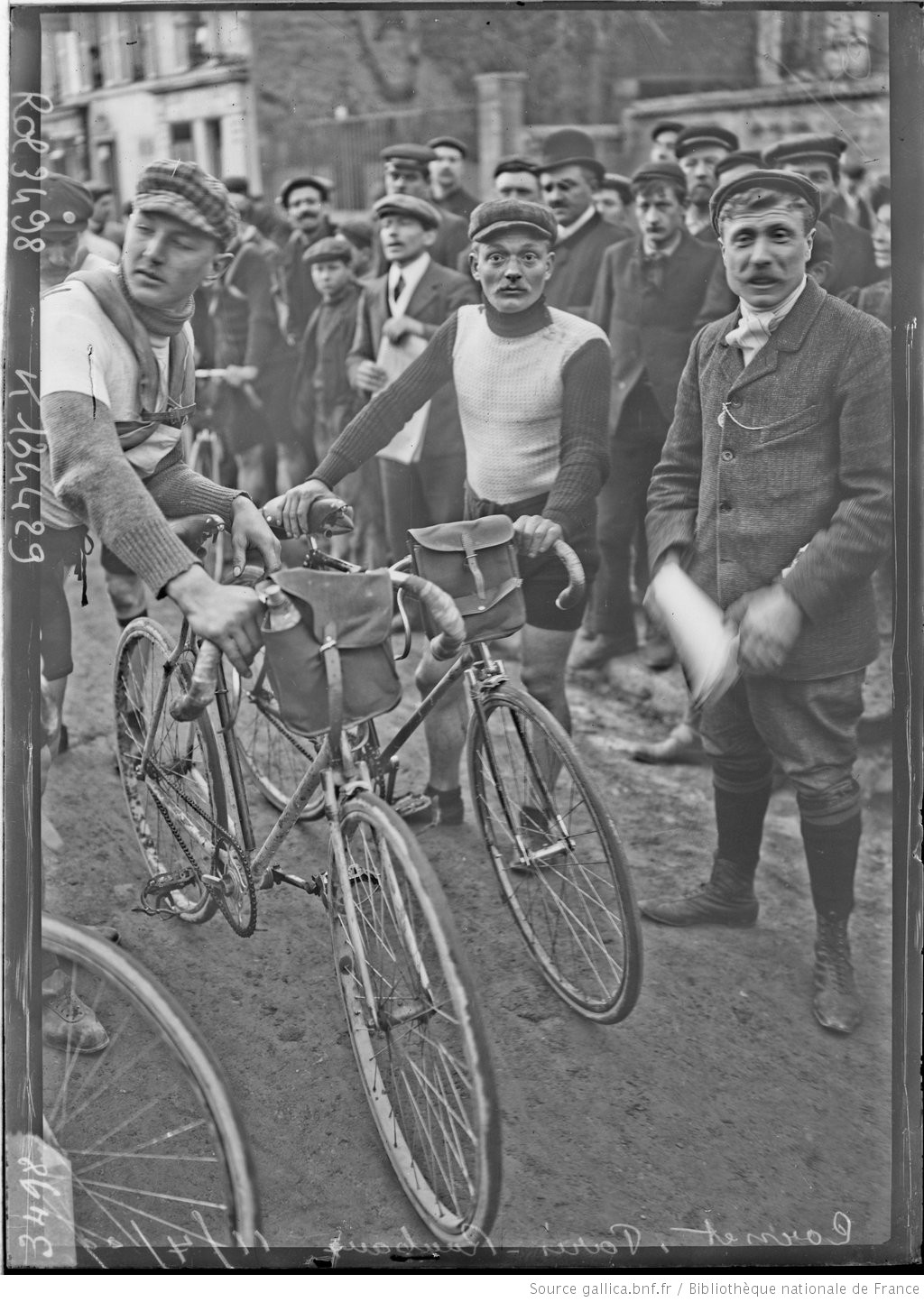
Henri Cornet pour le Paris-Roubaix 1909 le 11 avril.

Cornet s'illustre ensuite dans Paris-Roubaix où il s'impose en 1906 en un peu plus de 19 heures avec des pneus Michelin, après une troisième place en 1905, ainsi que dans Bordeaux-Paris : 3e en 1905 et 2e en 1906. Il est également spécialiste du tandem sur piste. En raison de problèmes cardiaques récurrents et du déclenchement de la Première Guerre mondiale, il arrête sa carrière cycliste en 1914.

### Après carrière
Il ouvre un atelier de bicyclettes et d'automobiles faisant également office de café, ce qui était courant à l’époque. Il se marie le 6 octobre 1906 avec Ernestine Rivière qui lui donnera huit enfants. Le  couple s'installe dans un premier temps à Frainville, d'où est originaire sa femme, puis, après sa retraite, au 8 place du 14-Juillet à Prunay-le-Gillon, où une rue lui sera dédiée,,,. Il meurt à l'hôpital en 1941 des suites d'une chirurgie cardiaque. En 2012, une plaque commémorative à son nom est inaugurée dans le cimetière local,.

## Généalogie
Arbre généalogique de Henri Cornet,,.
|           |           | Pierre Jardry 1773 - † | Pierre Jardry 1773 - † | Pierre Jardry 1773 - †          | Pierre Jardry 1773 - †          | Pierre Jardry 1773 - †          | Pierre Jardry 1773 - †          |                                  |                                  | Elisabeth Sourdou 1777 - †        | Elisabeth Sourdou 1777 - †        | Elisabeth Sourdou 1777 - †        | Elisabeth Sourdou 1777 - †        | Elisabeth Sourdou 1777 - †        | Elisabeth Sourdou 1777 - †        |                                |                                | Edme Laurent Barat †              | Edme Laurent Barat †              | Edme Laurent Barat †                      | Edme Laurent Barat †                      | Edme Laurent Barat †                      | Edme Laurent Barat †                      |                                           |                                           | Marie Jeanne Letaire †               | Marie Jeanne Letaire †               | Marie Jeanne Letaire †                   | Marie Jeanne Letaire †                   | Marie Jeanne Letaire †                   | Marie Jeanne Letaire †                   |                                          |                                          | Gabriel Jaquet †                       | Gabriel Jaquet †                       | Gabriel Jaquet †                       | Gabriel Jaquet †                       | Gabriel Jaquet †               | Gabriel Jaquet †               |  |  | Rosalie Julienne Mathieu †  | Rosalie Julienne Mathieu †  | Rosalie Julienne Mathieu †  | Rosalie Julienne Mathieu †  | Rosalie Julienne Mathieu †  | Rosalie Julienne Mathieu †  |  |  |  |  |  |  |  |  |  |  |  |  |  |  |  |  |  |  |
|           |           | Pierre Jardry 1773 - † | Pierre Jardry 1773 - † | Pierre Jardry 1773 - †          | Pierre Jardry 1773 - †          | Pierre Jardry 1773 - †          | Pierre Jardry 1773 - †          |                                  |                                  | Elisabeth Sourdou 1777 - †        | Elisabeth Sourdou 1777 - †        | Elisabeth Sourdou 1777 - †        | Elisabeth Sourdou 1777 - †        | Elisabeth Sourdou 1777 - †        | Elisabeth Sourdou 1777 - †        |                                |                                | Edme Laurent Barat †              | Edme Laurent Barat †              | Edme Laurent Barat †                      | Edme Laurent Barat †                      | Edme Laurent Barat †                      | Edme Laurent Barat †                      |                                           |                                           | Marie Jeanne Letaire †               | Marie Jeanne Letaire †               | Marie Jeanne Letaire †                   | Marie Jeanne Letaire †                   | Marie Jeanne Letaire †                   | Marie Jeanne Letaire †                   |                                          |                                          | Gabriel Jaquet †                       | Gabriel Jaquet †                       | Gabriel Jaquet †                       | Gabriel Jaquet †                       | Gabriel Jaquet †               | Gabriel Jaquet †               |  |  | Rosalie Julienne Mathieu †  | Rosalie Julienne Mathieu †  | Rosalie Julienne Mathieu †  | Rosalie Julienne Mathieu †  | Rosalie Julienne Mathieu †  | Rosalie Julienne Mathieu †  |  |  |  |  |  |  |  |  |  |  |  |  |  |  |  |  |  |  |
|           |           |                        |                        |                                 |                                 |                                 |                                 |                                  |                                  |                                   |                                   |                                   |                                   |                                   |                                   |                                |                                |                                   |                                   |                                           |                                           |                                           |                                           |                                           |                                           |                                      |                                      |                                          |                                          |                                          |                                          |                                          |                                          |                                        |                                        |                                        |                                        |                                |                                |  |  |                             |                             |                             |                             |                             |                             |  |  |  |  |  |  |  |  |  |  |  |  |  |  |  |  |  |  |
|           |           |                        |                        |                                 |                                 |                                 |                                 |                                  |                                  |                                   |                                   |                                   |                                   |                                   |                                   |                                |                                |                                   |                                   |                                           |                                           |                                           |                                           |                                           |                                           |                                      |                                      |                                          |                                          |                                          |                                          |                                          |                                          |                                        |                                        |                                        |                                        |                                |                                |  |  |                             |                             |                             |                             |                             |                             |  |  |  |  |  |  |  |  |  |  |  |  |  |  |  |  |  |  |
| Inconnu † | Inconnu † | Inconnu †              | Inconnu †              | Inconnu †                       | Inconnu †                       |                                 |                                 | Adèle Eugénie Jardry 1814 - 1880 | Adèle Eugénie Jardry 1814 - 1880 | Adèle Eugénie Jardry 1814 - 1880  | Adèle Eugénie Jardry 1814 - 1880  | Adèle Eugénie Jardry 1814 - 1880  | Adèle Eugénie Jardry 1814 - 1880  |                                   |                                   | Laurent Barat 1803 - †         | Laurent Barat 1803 - †         | Laurent Barat 1803 - †            | Laurent Barat 1803 - †            | Laurent Barat 1803 - †                    | Laurent Barat 1803 - †                    |                                           |                                           | Marie Louise Rosalie Jaquet 1804 - †      | Marie Louise Rosalie Jaquet 1804 - †      | Marie Louise Rosalie Jaquet 1804 - † | Marie Louise Rosalie Jaquet 1804 - † | Marie Louise Rosalie Jaquet 1804 - †     | Marie Louise Rosalie Jaquet 1804 - †     |                                          |                                          |                                          |                                          |                                        |                                        |                                        |                                        |                                |                                |  |  |                             |                             |                             |                             |                             |                             |  |  |  |  |  |  |  |  |  |  |  |  |  |  |  |  |  |  |
| Inconnu † | Inconnu † | Inconnu †              | Inconnu †              | Inconnu †                       | Inconnu †                       |                                 |                                 | Adèle Eugénie Jardry 1814 - 1880 | Adèle Eugénie Jardry 1814 - 1880 | Adèle Eugénie Jardry 1814 - 1880  | Adèle Eugénie Jardry 1814 - 1880  | Adèle Eugénie Jardry 1814 - 1880  | Adèle Eugénie Jardry 1814 - 1880  |                                   |                                   | Laurent Barat 1803 - †         | Laurent Barat 1803 - †         | Laurent Barat 1803 - †            | Laurent Barat 1803 - †            | Laurent Barat 1803 - †                    | Laurent Barat 1803 - †                    |                                           |                                           | Marie Louise Rosalie Jaquet 1804 - †      | Marie Louise Rosalie Jaquet 1804 - †      | Marie Louise Rosalie Jaquet 1804 - † | Marie Louise Rosalie Jaquet 1804 - † | Marie Louise Rosalie Jaquet 1804 - †     | Marie Louise Rosalie Jaquet 1804 - †     |                                          |                                          |                                          |                                          |                                        |                                        |                                        |                                        |                                |                                |  |  |                             |                             |                             |                             |                             |                             |  |  |  |  |  |  |  |  |  |  |  |  |  |  |  |  |  |  |
|           |           |                        |                        |                                 |                                 |                                 |                                 |                                  |                                  |                                   |                                   |                                   |                                   |                                   |                                   |                                |                                |                                   |                                   |                                           |                                           |                                           |                                           |                                           |                                           |                                      |                                      |                                          |                                          |                                          |                                          |                                          |                                          |                                        |                                        |                                        |                                        |                                |                                |  |  |                             |                             |                             |                             |                             |                             |  |  |  |  |  |  |  |  |  |  |  |  |  |  |  |  |  |  |
|           |           |                        |                        |                                 |                                 |                                 |                                 |                                  |                                  |                                   |                                   |                                   |                                   |                                   |                                   |                                |                                |                                   |                                   |                                           |                                           |                                           |                                           |                                           |                                           |                                      |                                      |                                          |                                          |                                          |                                          |                                          |                                          |                                        |                                        |                                        |                                        |                                |                                |  |  |                             |                             |                             |                             |                             |                             |  |  |  |  |  |  |  |  |  |  |  |  |  |  |  |  |  |  |
|           |           |                        |                        | Adolphe Isidore Jardry 1834 - † | Adolphe Isidore Jardry 1834 - † | Adolphe Isidore Jardry 1834 - † | Adolphe Isidore Jardry 1834 - † | Adolphe Isidore Jardry 1834 - †  | Adolphe Isidore Jardry 1834 - †  |                                   |                                   |                                   |                                   |                                   |                                   | Louise Virginie Barat 1837 - † | Louise Virginie Barat 1837 - † | Louise Virginie Barat 1837 - †    | Louise Virginie Barat 1837 - †    | Louise Virginie Barat 1837 - †            | Louise Virginie Barat 1837 - †            |                                           |                                           |                                           |                                           | Inconnu †                            | Inconnu †                            | Inconnu †                                | Inconnu †                                | Inconnu †                                | Inconnu †                                |                                          |                                          | Augustine Julie David 1845 - †         | Augustine Julie David 1845 - †         | Augustine Julie David 1845 - †         | Augustine Julie David 1845 - †         | Augustine Julie David 1845 - † | Augustine Julie David 1845 - † |  |  | Jean-Baptiste Joseph Cornet | Jean-Baptiste Joseph Cornet | Jean-Baptiste Joseph Cornet | Jean-Baptiste Joseph Cornet | Jean-Baptiste Joseph Cornet | Jean-Baptiste Joseph Cornet |  |  |  |  |  |  |  |  |  |  |  |  |  |  |  |  |  |  |
|           |           |                        |                        | Adolphe Isidore Jardry 1834 - † | Adolphe Isidore Jardry 1834 - † | Adolphe Isidore Jardry 1834 - † | Adolphe Isidore Jardry 1834 - † | Adolphe Isidore Jardry 1834 - †  | Adolphe Isidore Jardry 1834 - †  |                                   |                                   |                                   |                                   |                                   |                                   | Louise Virginie Barat 1837 - † | Louise Virginie Barat 1837 - † | Louise Virginie Barat 1837 - †    | Louise Virginie Barat 1837 - †    | Louise Virginie Barat 1837 - †            | Louise Virginie Barat 1837 - †            |                                           |                                           |                                           |                                           | Inconnu †                            | Inconnu †                            | Inconnu †                                | Inconnu †                                | Inconnu †                                | Inconnu †                                |                                          |                                          | Augustine Julie David 1845 - †         | Augustine Julie David 1845 - †         | Augustine Julie David 1845 - †         | Augustine Julie David 1845 - †         | Augustine Julie David 1845 - † | Augustine Julie David 1845 - † |  |  | Jean-Baptiste Joseph Cornet | Jean-Baptiste Joseph Cornet | Jean-Baptiste Joseph Cornet | Jean-Baptiste Joseph Cornet | Jean-Baptiste Joseph Cornet | Jean-Baptiste Joseph Cornet |  |  |  |  |  |  |  |  |  |  |  |  |  |  |  |  |  |  |
|           |           |                        |                        |                                 |                                 |                                 |                                 |                                  |                                  |                                   |                                   |                                   |                                   |                                   |                                   |                                |                                |                                   |                                   |                                           |                                           |                                           |                                           |                                           |                                           |                                      |                                      |                                          |                                          |                                          |                                          |                                          |                                          |                                        |                                        |                                        |                                        |                                |                                |  |  |                             |                             |                             |                             |                             |                             |  |  |  |  |  |  |  |  |  |  |  |  |  |  |  |  |  |  |
|           |           |                        |                        |                                 |                                 |                                 |                                 |                                  |                                  |                                   |                                   |                                   |                                   |                                   |                                   |                                |                                |                                   |                                   |                                           |                                           |                                           |                                           |                                           |                                           |                                      |                                      |                                          |                                          |                                          |                                          |                                          |                                          |                                        |                                        |                                        |                                        |                                |                                |  |  |                             |                             |                             |                             |                             |                             |  |  |  |  |  |  |  |  |  |  |  |  |  |  |  |  |  |  |
|           |           |                        |                        |                                 |                                 |                                 |                                 |                                  |                                  | Eugène Adolphe Jardry 1863 - 1913 | Eugène Adolphe Jardry 1863 - 1913 | Eugène Adolphe Jardry 1863 - 1913 | Eugène Adolphe Jardry 1863 - 1913 | Eugène Adolphe Jardry 1863 - 1913 | Eugène Adolphe Jardry 1863 - 1913 |                                |                                | Augustine Marie David 1868 - 1950 | Augustine Marie David 1868 - 1950 | Augustine Marie David 1868 - 1950         | Augustine Marie David 1868 - 1950         | Augustine Marie David 1868 - 1950         | Augustine Marie David 1868 - 1950         |                                           |                                           | François Pruvost                     | François Pruvost                     | François Pruvost                         | François Pruvost                         | François Pruvost                         | François Pruvost                         |                                          |                                          |                                        |                                        |                                        |                                        |                                |                                |  |  |                             |                             |                             |                             |                             |                             |  |  |  |  |  |  |  |  |  |  |  |  |  |  |  |  |  |  |
|           |           |                        |                        |                                 |                                 |                                 |                                 |                                  |                                  | Eugène Adolphe Jardry 1863 - 1913 | Eugène Adolphe Jardry 1863 - 1913 | Eugène Adolphe Jardry 1863 - 1913 | Eugène Adolphe Jardry 1863 - 1913 | Eugène Adolphe Jardry 1863 - 1913 | Eugène Adolphe Jardry 1863 - 1913 |                                |                                | Augustine Marie David 1868 - 1950 | Augustine Marie David 1868 - 1950 | Augustine Marie David 1868 - 1950         | Augustine Marie David 1868 - 1950         | Augustine Marie David 1868 - 1950         | Augustine Marie David 1868 - 1950         |                                           |                                           | François Pruvost                     | François Pruvost                     | François Pruvost                         | François Pruvost                         | François Pruvost                         | François Pruvost                         |                                          |                                          |                                        |                                        |                                        |                                        |                                |                                |  |  |                             |                             |                             |                             |                             |                             |  |  |  |  |  |  |  |  |  |  |  |  |  |  |  |  |  |  |
|           |           |                        |                        |                                 |                                 |                                 |                                 |                                  |                                  |                                   |                                   |                                   |                                   |                                   |                                   |                                |                                |                                   |                                   |                                           |                                           |                                           |                                           |                                           |                                           |                                      |                                      |                                          |                                          |                                          |                                          |                                          |                                          |                                        |                                        |                                        |                                        |                                |                                |  |  |                             |                             |                             |                             |                             |                             |  |  |  |  |  |  |  |  |  |  |  |  |  |  |  |  |  |  |
|           |           |                        |                        |                                 |                                 |                                 |                                 |                                  |                                  |                                   |                                   |                                   |                                   |                                   |                                   |                                |                                |                                   |                                   | Henri Auguste François Jardry 1884 - 1941 | Henri Auguste François Jardry 1884 - 1941 | Henri Auguste François Jardry 1884 - 1941 | Henri Auguste François Jardry 1884 - 1941 | Henri Auguste François Jardry 1884 - 1941 | Henri Auguste François Jardry 1884 - 1941 |                                      |                                      | Ernestine Marie Eugénie Rivière 1887 - † | Ernestine Marie Eugénie Rivière 1887 - † | Ernestine Marie Eugénie Rivière 1887 - † | Ernestine Marie Eugénie Rivière 1887 - † | Ernestine Marie Eugénie Rivière 1887 - † | Ernestine Marie Eugénie Rivière 1887 - † |                                        |                                        |                                        |                                        |                                |                                |  |  |                             |                             |                             |                             |                             |                             |  |  |  |  |  |  |  |  |  |  |  |  |  |  |  |  |  |  |
|           |           |                        |                        |                                 |                                 |                                 |                                 |                                  |                                  |                                   |                                   |                                   |                                   |                                   |                                   |                                |                                |                                   |                                   | Henri Auguste François Jardry 1884 - 1941 | Henri Auguste François Jardry 1884 - 1941 | Henri Auguste François Jardry 1884 - 1941 | Henri Auguste François Jardry 1884 - 1941 | Henri Auguste François Jardry 1884 - 1941 | Henri Auguste François Jardry 1884 - 1941 |                                      |                                      | Ernestine Marie Eugénie Rivière 1887 - † | Ernestine Marie Eugénie Rivière 1887 - † | Ernestine Marie Eugénie Rivière 1887 - † | Ernestine Marie Eugénie Rivière 1887 - † | Ernestine Marie Eugénie Rivière 1887 - † | Ernestine Marie Eugénie Rivière 1887 - † |                                        |                                        |                                        |                                        |                                |                                |  |  |                             |                             |                             |                             |                             |                             |  |  |  |  |  |  |  |  |  |  |  |  |  |  |  |  |  |  |
|           |           |                        |                        |                                 |                                 |                                 |                                 |                                  |                                  |                                   |                                   |                                   |                                   |                                   |                                   |                                |                                |                                   |                                   |                                           |                                           |                                           |                                           |                                           |                                           |                                      |                                      |                                          |                                          |                                          |                                          |                                          |                                          |                                        |                                        |                                        |                                        |                                |                                |  |  |                             |                             |                             |                             |                             |                             |  |  |  |  |  |  |  |  |  |  |  |  |  |  |  |  |  |  |
|           |           |                        |                        |                                 |                                 |                                 |                                 |                                  |                                  |                                   |                                   |                                   |                                   |                                   |                                   |                                |                                |                                   |                                   |                                           |                                           |                                           |                                           |                                           |                                           |                                      |                                      |                                          |                                          |                                          |                                          |                                          |                                          |                                        |                                        |                                        |                                        |                                |                                |  |  |                             |                             |                             |                             |                             |                             |  |  |  |  |  |  |  |  |  |  |  |  |  |  |  |  |  |  |
|           |           |                        |                        |                                 |                                 |                                 |                                 |                                  |                                  |                                   |                                   |                                   |                                   |                                   |                                   | Jacques Jardry                 | Jacques Jardry                 | Jacques Jardry                    | Jacques Jardry                    | Jacques Jardry                            | Jacques Jardry                            |                                           |                                           | Roger Jardry                              | Roger Jardry                              | Roger Jardry                         | Roger Jardry                         | Roger Jardry                             | Roger Jardry                             |                                          |                                          | Jacques Perrot Petit-fils de H. Cornet   | Jacques Perrot Petit-fils de H. Cornet   | Jacques Perrot Petit-fils de H. Cornet | Jacques Perrot Petit-fils de H. Cornet | Jacques Perrot Petit-fils de H. Cornet | Jacques Perrot Petit-fils de H. Cornet |                                |                                |  |  |                             |                             |                             |                             |                             |                             |  |  |  |  |  |  |  |  |  |  |  |  |  |  |  |  |  |  |

## Palmarès

### Palmarès par année
Palmarès de Henri Cornet de 1902 à 1912.
| - 1902 - 3e du championnat de France de demi-fond - 1903 - Paris-Montargis - Paris-Honfleur - Paris-Louviers - 2e du championnat de la Seine - 1904 - Tour de France : - Classement général - 3e étape - 1905 - Paris-Honfleur - 3e de Paris-Roubaix - 3e de Bordeaux-Paris - 1906 - Paris-Roubaix - 2e de Bordeaux-Paris - 3e de Paris-Tours | - 1907 - 5e de Bordeaux-Paris - 8e de Paris-Roubaix - 1908 - 8e du Tour de France - 9e de Paris-Bruxelles - 1909 - 4e de Paris-Bruxelles - 6e de Paris-Tours - 1910 - Paris-Alençon - 1911 - 3e du Bol d'or - 4e de Paris-Brest-Paris |  |

### Résultats sur le Tour de France
9 participations

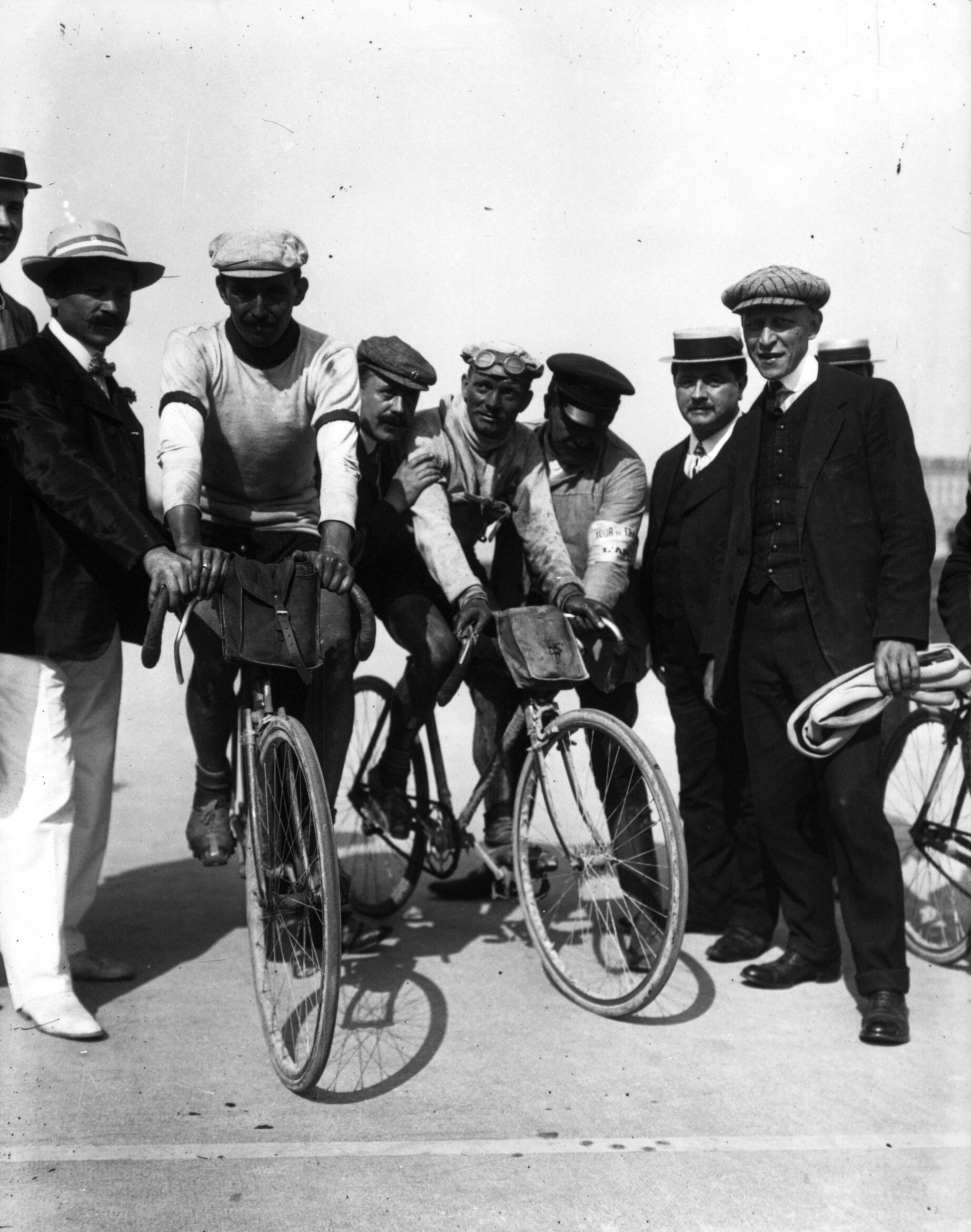
Henri Cornet avec Lucien Petit-Breton pour la 14e étape du Tour de France 1908

- 1904 : Vainqueur du classement général et de la 3e étape, leader pendant 3 jours
- 1905 : abandon (4e étape)
- 1906 : forfait au départ
- 1907 : abandon (4e étape)
- 1908 : 8e du classement général
- 1909 : abandon (4e étape)
- 1910 : 16e du classement général
- 1911 : 12e du classement général
- 1912 : 28e du classement général

## Ouvrages de référence
- Joël Rochoy, Henri Cornet, un Boulonnais vainqueur du Tour de France, 2012 (ISBN 978-2-919417-03-2, lire en ligne)
- Gérald Massé et Romain Léger, Les exploits des sportifs d'Eure-et-Loir : 1965-2015, Dreux, Antipodes, 2015, 336 p. (ISBN 978-2-9553628-0-8)

1. 1 2 3 4 5  Les précurseurs : Henri Cornet (1884-1941), p. 14-15

- Claude Lange (préf. Jacques Marchand), Henri Cornet, 2017 (lire en ligne)

## Autres références
1. 1 2 3  Henri Cornet sur prunay-le-gillon.fr
2. 1 2  DREUX CYCLO CLUB, « Biographie d'Henti Cornet le plus jeune vainqueur du tour de France de Prunay le Gillon (28) », sur Le blog du DREUX CC (consulté le 14 février 2021)
3. ↑  Joël Rochoy, Henri Cornet, un Boulonnais vainqueur du Tour de France, Boulogne-sur-Mer, coll. « Mémoires de la Société académique du Boulonnais », 2012, 80 p.
4. ↑  Centre France, « Retour sur la vie du cycliste Henri Cornet », sur www.lechorepublicain.fr, 14 septembre 2018 (consulté le 14 février 2021)
5. 1 2 3  Centre France, « Cyclisme - Henri Cornet s’est installé dans la commune après la Première Guerre mondiale et y a ouvert un garage », sur www.lechorepublicain.fr, 5 septembre 2020 (consulté le 14 février 2021)
6. ↑  « Cyclisme sur route - Henri Cornet (France) », sur www.les-sports.info (consulté le 14 février 2021)
7. 1 2 3  Philippe Poisson, « Henri Cornet, le vainqueur du Tour de France (1904) ... à retardement », sur Le blog de Philippe Poisson (consulté le 14 février 2021)
8. ↑  « Paris-Montargis », sur Le blog du cyclisme en Auvergne Limousin (consulté le 14 février 2021)
9. ↑  « 1904: Henri Cornet - www.wielercentrum.com/tourdefrance [Alle Tourwinnaars] », sur web.archive.org, 23 mars 2012 (consulté le 16 février 2021)
10. ↑  « 10 anecdotes sur le Tour de France », Linternaute.com, juillet 2007
11. ↑  « Henri Cornet », sur Site de la commune de Prunay-le-Gillon (consulté le 14 février 2021)
12. ↑  Luke Edwardes-Evans, Andy McGrath et Bernard Hinault, L' histoire officielle du Tour de France, dl 2019 (ISBN 978-2-501-14749-1 et 2-501-14749-9, OCLC 1131098894, lire en ligne)
13. ↑  « L'Auto-vélo : automobilisme, cyclisme, athlétisme, yachting, aérostation, escrime, hippisme / dir. Henri Desgranges », sur Gallica, 25 juillet 1904 (consulté le 15 février 2021)
14. ↑  « Qui est le champion de l'avant-guerre ? - Archives - Le Gruppetto - Forum de Cyclisme », sur legruppetto.fr (consulté le 14 février 2021)
15. ↑  « La Vie au grand air : revue illustrée de tous les sports », sur Gallica, 20 avril 1906 (consulté le 14 février 2021)
16. 1 2  1904: Henri Cornet
17. ↑  Centre France, « Cyclisme - Henri Cornet s’est installé dans la commune après la Première Guerre mondiale et y a ouvert un garage », sur www.lechorepublicain.fr, 5 septembre 2020 (consulté le 13 juin 2021)
18. ↑  « Rue Henri Cornet · 28360 Prunay-le-Gillon, France », sur Rue Henri Cornet · 28360 Prunay-le-Gillon, France (consulté le 6 décembre 2022)
19. ↑  Centre France, « Hommage à Henri Cornet, champion cycliste », sur www.lechorepublicain.fr, 23 juillet 2012 (consulté le 14 février 2021)
20. ↑  « Généalogie de Henri Auguste François JARDRY », sur Geneanet (consulté le 14 février 2021)
21. ↑  « MyHeritage », sur www.myheritage.fr (consulté le 14 février 2021)
22. ↑  « Palmarès d'Henri Cornet (Fra) », sur www.memoire-du-cyclisme.eu (consulté le 14 février 2021)